# ステファン・ロシュ
ステファン・ロシュ(Stephen Roche。1959年11月28日- )は、アイルランド生まれの元自転車競技ロードレース選手。なお、アイルランドでは、英語読みで「スティーヴン・ロウチ [ˈroʊtʃ]」である。
1987年の74回ツール・ド・フランスと70回ジロ・デ・イタリアの総合優勝者。さらに同年の世界選手権ロードレースを制し、ダブルツールを越えたトリプルクラウンを達成した。

## 経歴
アイルランドでアマチュア選手としてのキャリアを積み、1979年にフランスに渡って、アマチュア版パリ〜ルーベに優勝するなど（この大会に優勝しなければアイルランドへ帰国する予定となっていた）キャリアを積む。
1980年のモスクワオリンピックでは思ったような成績をあげることができなかったが、1981年それまでの実績を買われプロ入り。プロ入り初年度に10勝をマークし、1983年にはロードレースの世界選手権で3位に輝く。
1986年レース中の事故で膝に怪我を負うも、1987年には1974年のエディ・メルクス以来13年ぶり史上2人目となるトリプルクラウンを達成。2024年にタデイ・ポガチャルが3人目の達成者となるまで、37年間トリプルクラウンを達成できた者はいない程の大記録であった。その後は膝の慢性的な怪我に悩まされて徐々に下降線を辿っていった。
1991年にはチームタイムトライアルでスタートに現れずチームはロッシュを置いてスタートしていった。8分遅れでスタートするものの1人では離される一方で結局タイムアウトとなってしまった。ロッシュの周りにはスタッフ数人も居たにもかかわらず、チームが自分を探そうともしなかったことに怒り、1年でチームを去ることになった。
1993年に現役を引退した。  
現在はスポーツ解説者等で生計をたてており、家族（妻・息子）と共にパリに住む。2009年、離婚した前妻との間の4人の息子の一人、ニコラス・ロッシュ（フランス語読み、ニコラ・ロッシュ）が、アイルランド選手権を制し、ナショナルチャンピオンジャージを着てアージェードゥーゼルからツール・ド・フランス初出場を果たした。